# Рудаковское
Рудаковское (фин. Ahvenitsanjärvi) — озеро на территории Мельниковского сельского поселения Приозерского района Ленинградской области.

## Общие сведения
Площадь озера — 0,7 км². Располагается на высоте 11,0 метров над уровнем моря.
Форма озера продолговатая: сильно вытянуто с северо-востока на юго-запад. Берега каменисто-песчаные, преимущественно возвышенные, местами заболоченные.
В северо-восточную оконечность озера втекает безымянный водоток, текущий из озера Подгрядового. Также из северо-восточной оконечности озера вытекает река Кюлясалменйоки (фин. Kyläsalmenjoki), которая, протекая через протоки-проливы Райппалансалми (фин. Raippalansalmi), Хийсинсалми (фин. Hiisinsalmi), Олласелькя (фин. Ollaselkä) и Латоселькя (фин. Latoselkä), втекает в реку Вуоксу.
В озере расположены несколько небольших безымянных островов.
Код объекта в государственном водном реестре — 01040300211102000012615.